# مارغريت ماثيوز
مارغريت ماثيوز (بالإنجليزية: Margaret Matthews)‏ هي منافسة ألعاب القوى أمريكية، ولدت في 5 أغسطس 1935 في غريفين في الولايات المتحدة.

## وصلات خارجية
- مارغريت ماثيوز على موقع اللجنة الأولمبية الدولية (الإنجليزية)
- مارغريت ماثيوز على موقع أوليمبيديا (الإنجليزية)
- مارغريت ماثيوز على موقع قاعة جورجيا للمشاهير الرياضية (مؤرشف) (الإنجليزية)